# Імператор повені
«Імператор повені»  — роман українського письменника Володимира Єшкілєва. Написаний 2002 року та вперше опублікований 2004 року видавництвом "Літературна агенція «Піраміда». Перевиданий 2011 року видавництвом «Тіповіт».
| Ларі та Германові — найнесподіванішим дослідникам лікувальних щурів — присвячується …Року 7156-го за великі гріхи, беззаконія й недбальства наші Господь Всемогутній вразив межиріччя Уборті і Хирлиці повінню, що знесла безліч маєтности і дощенту селище Зміївку разом із кам'яницею Святих Угодників Божих Маманта і Лукіліяна та дзвонарнею… Люди підскарбія Сокольського врятували у той час біснуватого, котрий, стоячи посеред водопілля на камені за Прокопівським перелазом, провіщав армаґедон. Біснуватий мав біля себе велике свічадо, німу дівку і називав себе «пророком і кесарем Анемподестом»… (Витяг з «Літопису пресмиренного брата Микифора, у мирянах Івана Жаби з роду Леонтовичів») |

## Опис книги

### Опис видання 2004 року
Роман «Імператор повені» є однією з найперших спроб нового естетичного прочитання нашого минулого. Автор пропонує не гуманістичний, вільний від штампів народництва і буржуазного сентименталізму, погляд на історичні події XVII ст. Цей задум не заважає присутності в романі пригод у стилі «фентезі», язичницької метафізики і невблаганної самобутності українського народу.

### Опис видання 2011 року
Друге перевидання роману «Імператор повені» переконує, що спроба нового естетичного прочитання нашного минулого надалі цікавить непересічного читача.

## Видання
- 2004 рік — видавництво "Літературна агенція «Піраміда».
- 2011 рік — видавництво «Тіповіт».